# Agrilus uxo
Agrilus uxo – gatunek chrząszcza z rodziny bogatkowatych i podrodziny Agrilinae.
Gatunek ten opisany został w 2019 roku przez Eduarda Jendeka i Wasilija Griebiennikowa na łamach Zootaxa. Jako miejsce typowe wskazano górę Park Narodowy Cuc Phuong w Wietnamie.
Chrząszcz o prawie równoległobocznym w zarysie ciele długości 5,7 mm. Wierzch ciała jest wypukły. Głowa wyposażona jest w oczy złożone o średnicy mniejszej niż połowa szerokości ciemienia. Ciemię jest gęsto pomarszczone i ma głęboki pośrodkowy wcisk. Czułki mają piłkowanie zaczynające się od czwartego członu, a człony od siódmego do dziesiątego zaopatrzone w szypułki. Przedplecze jest poprzeczne, najszersze pośrodku; ma szeroki płat przedni na wysokości przednich kątów, lekko łukowate brzegi boczne i proste kąty tylne. Na powierzchni przedplecza występuje pełny wcisk środkowy i para płytkich i szerokich wcisków bocznych. Prehumerus ma formę żeberkowatą. Boczne żeberka przedplecza są umiarkowanie zbieżne. Pokrywy nie mają widocznego owłosienia, a ich wierzchołki są osobno wyokrąglone. Przedpiersie ma płytko, szeroko i łukowato wykrojoną odsiebną krawędź płata oraz płaski i wyraźnie rozszerzony wyrostek międzybiodrowy. Wyrostek międzybiodrowy zapiersia jest wgnieciony. Odwłok ma niezmodyfikowany pierwszy spośród widocznych sternitów (wentryt) oraz łukowatą wierzchołkową krawędź pygidium. Genitalia samca cechują się lekko asymetrycznym i spłaszczonym edeagusem.
Owad orientalny, endemiczny dla Wietnamu, znany tylko z prowincji Ninh Bình w północnej części kraju.